# Kornoelje

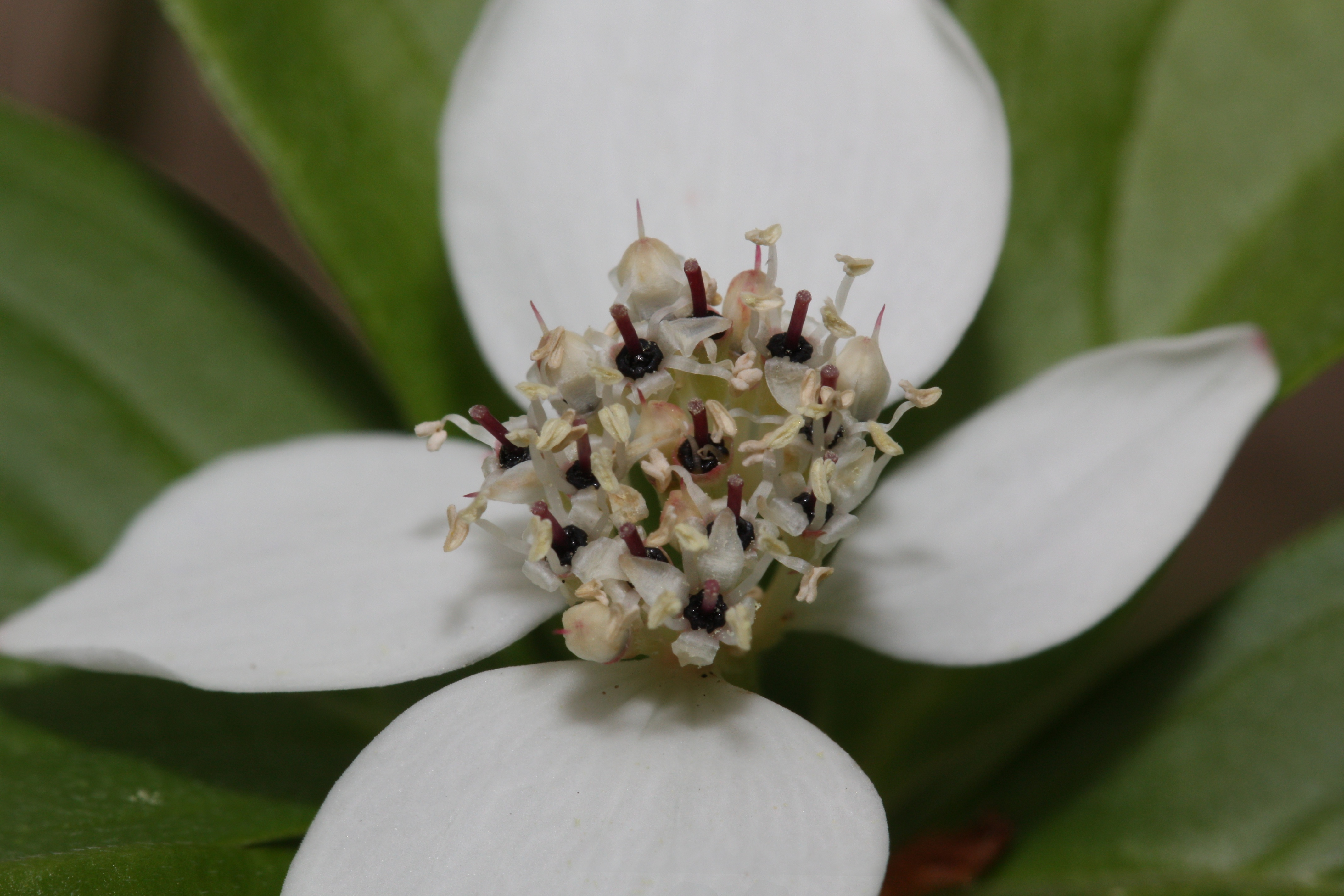
In soorten als Cornus × unalaschkensis zijn de bloemetjes geclusterd in een dicht scherm in het centrum van vier sneeuwwitte bloembladachtige schutbladeren.

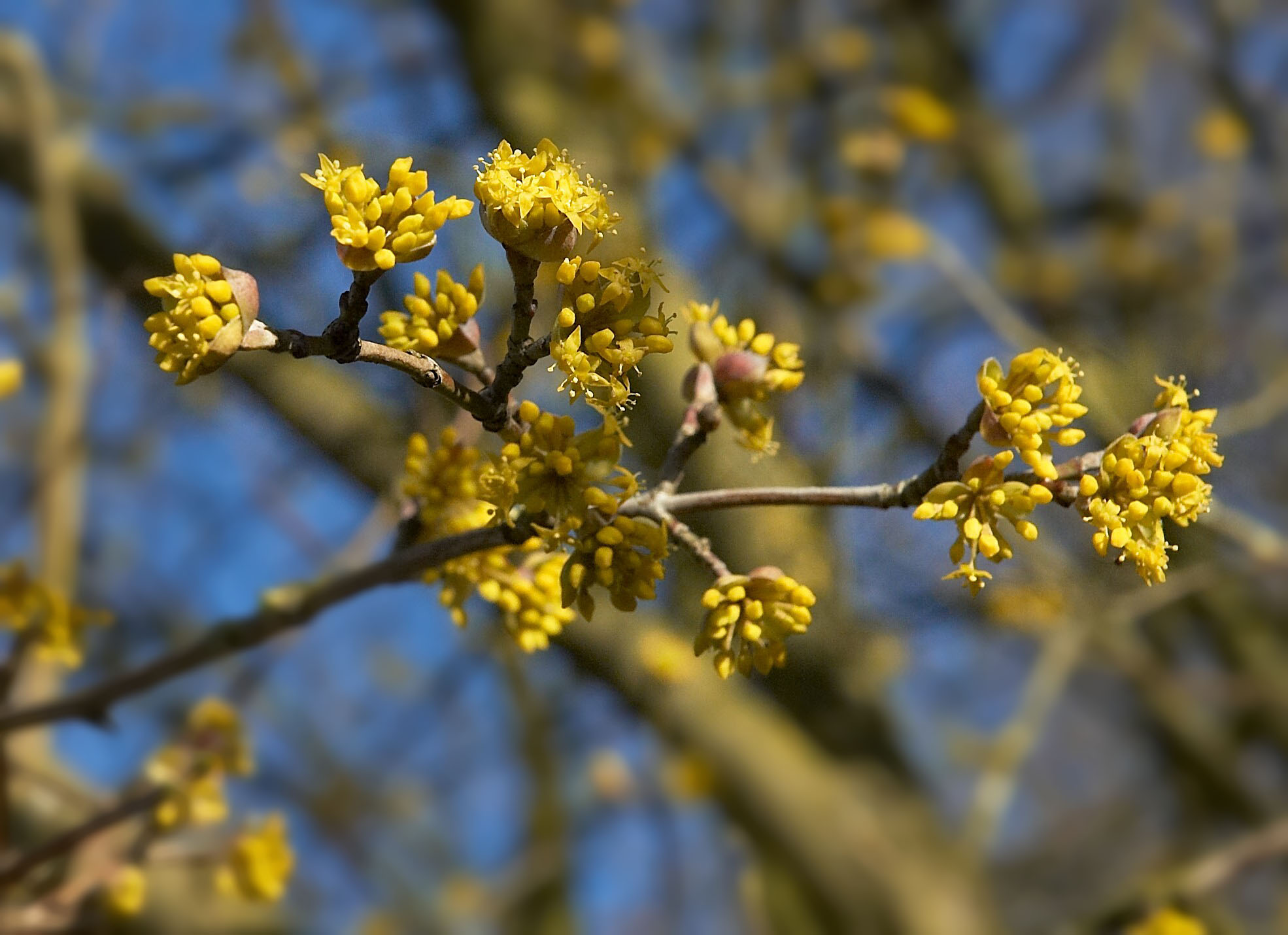
Bloemetjes van de gele kornoelje in het vroege voorjaar

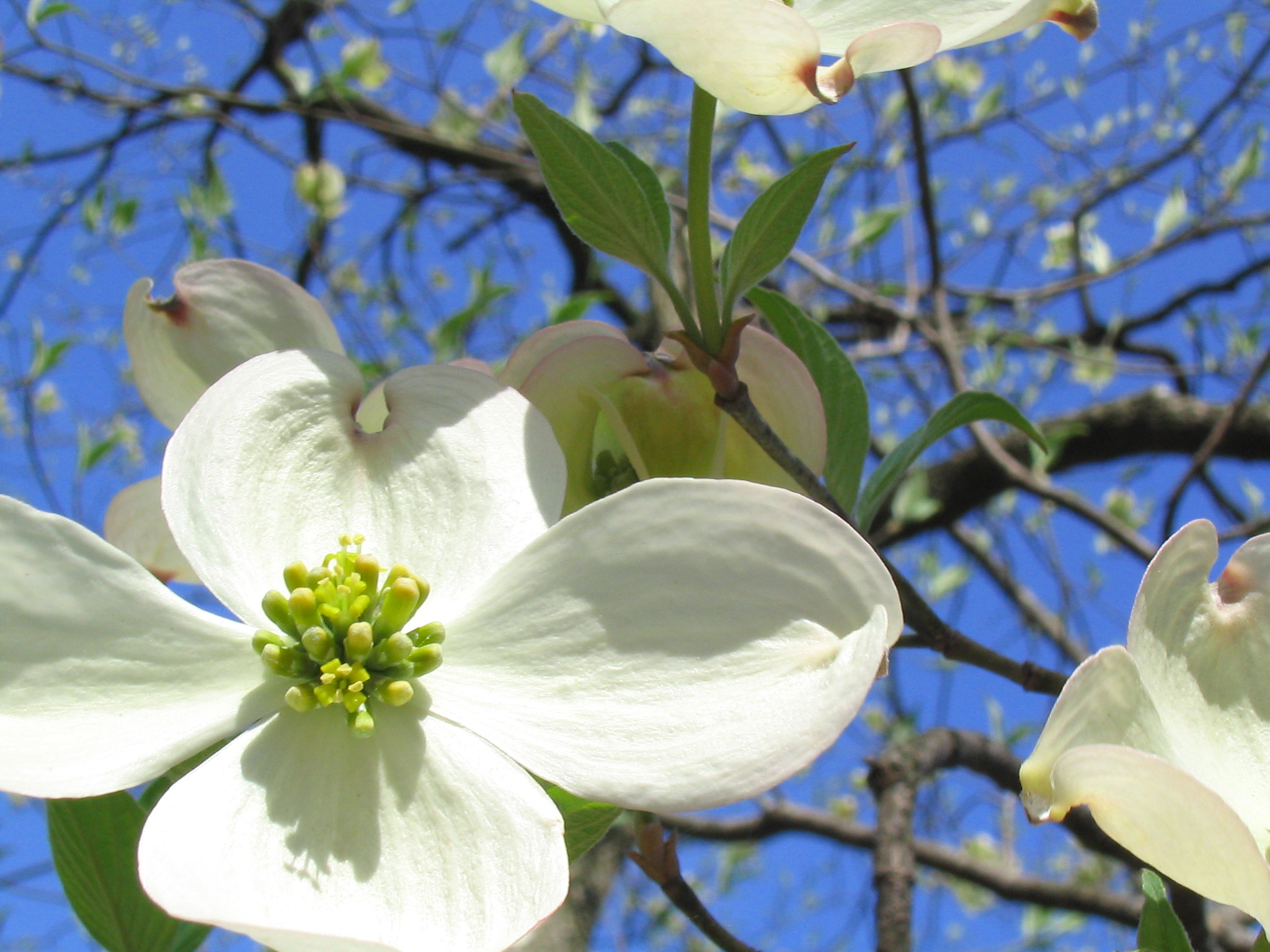
Bloemem van Cornus florida in het voorjaar

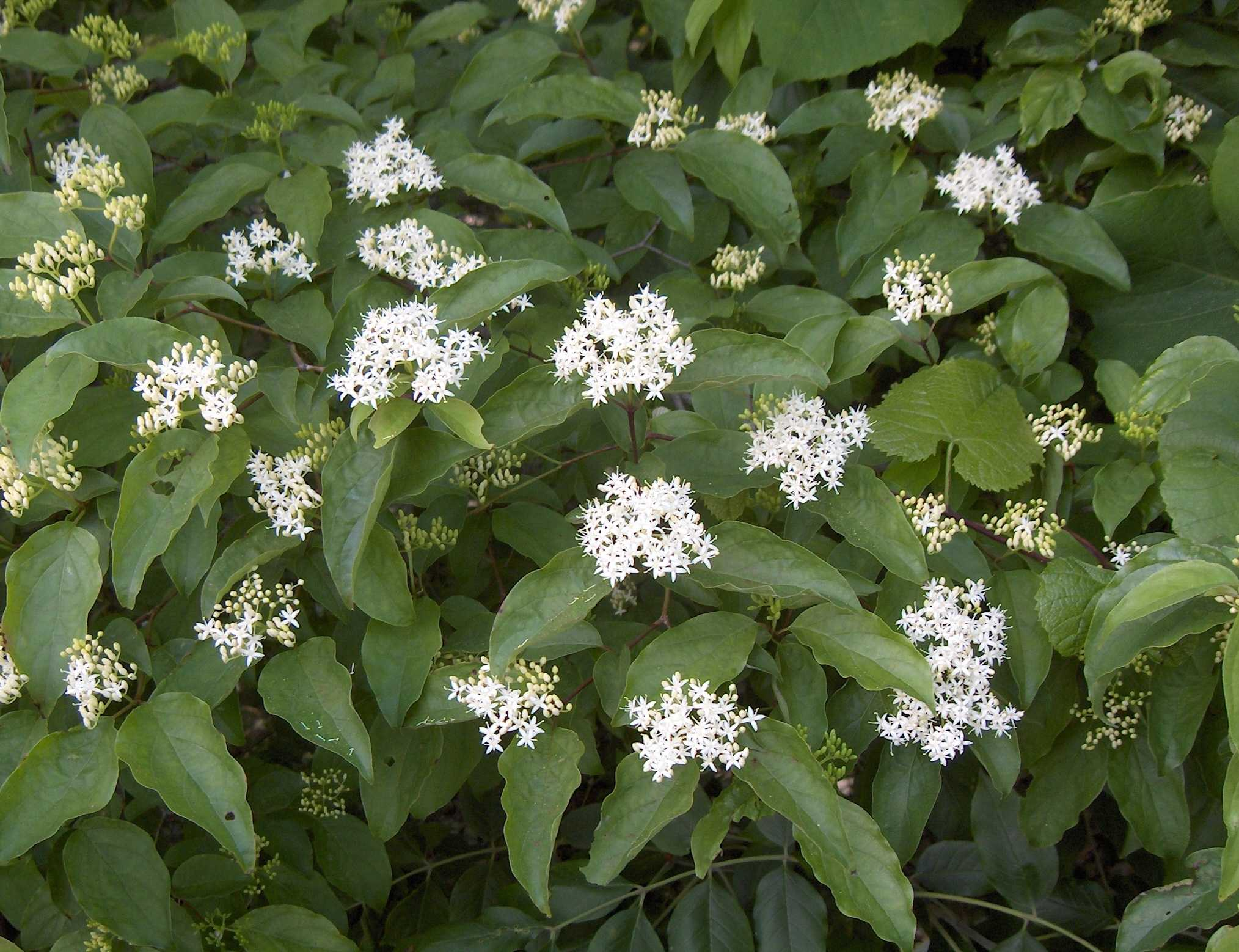
Bloemen van Cornus drummondii

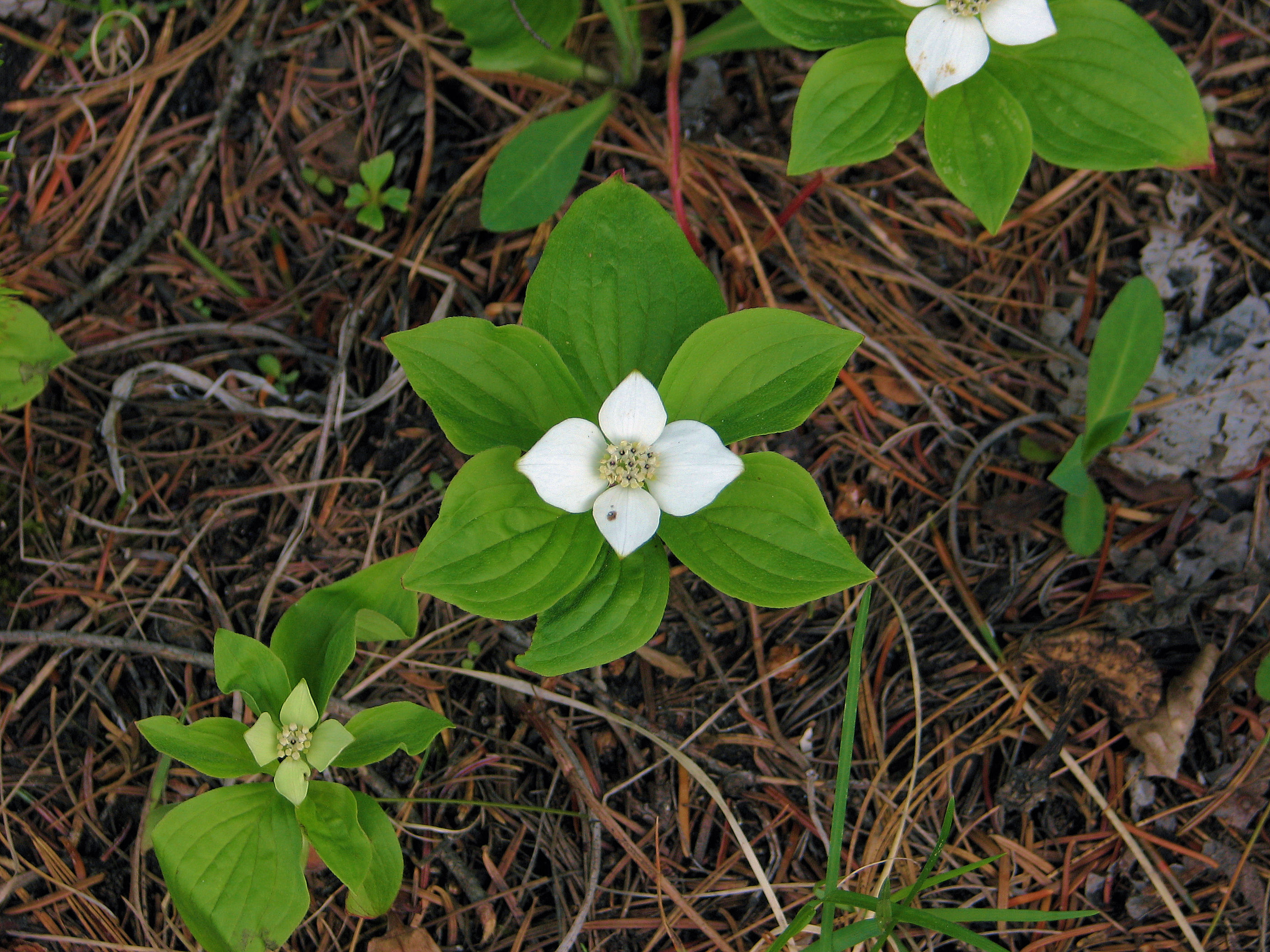
Volgroeie en onvolgroeide bloemen van Cornus canadensis

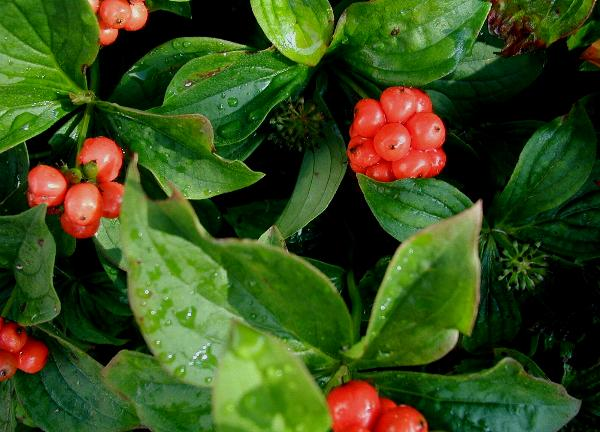
Vruchten van Cornus canadensis

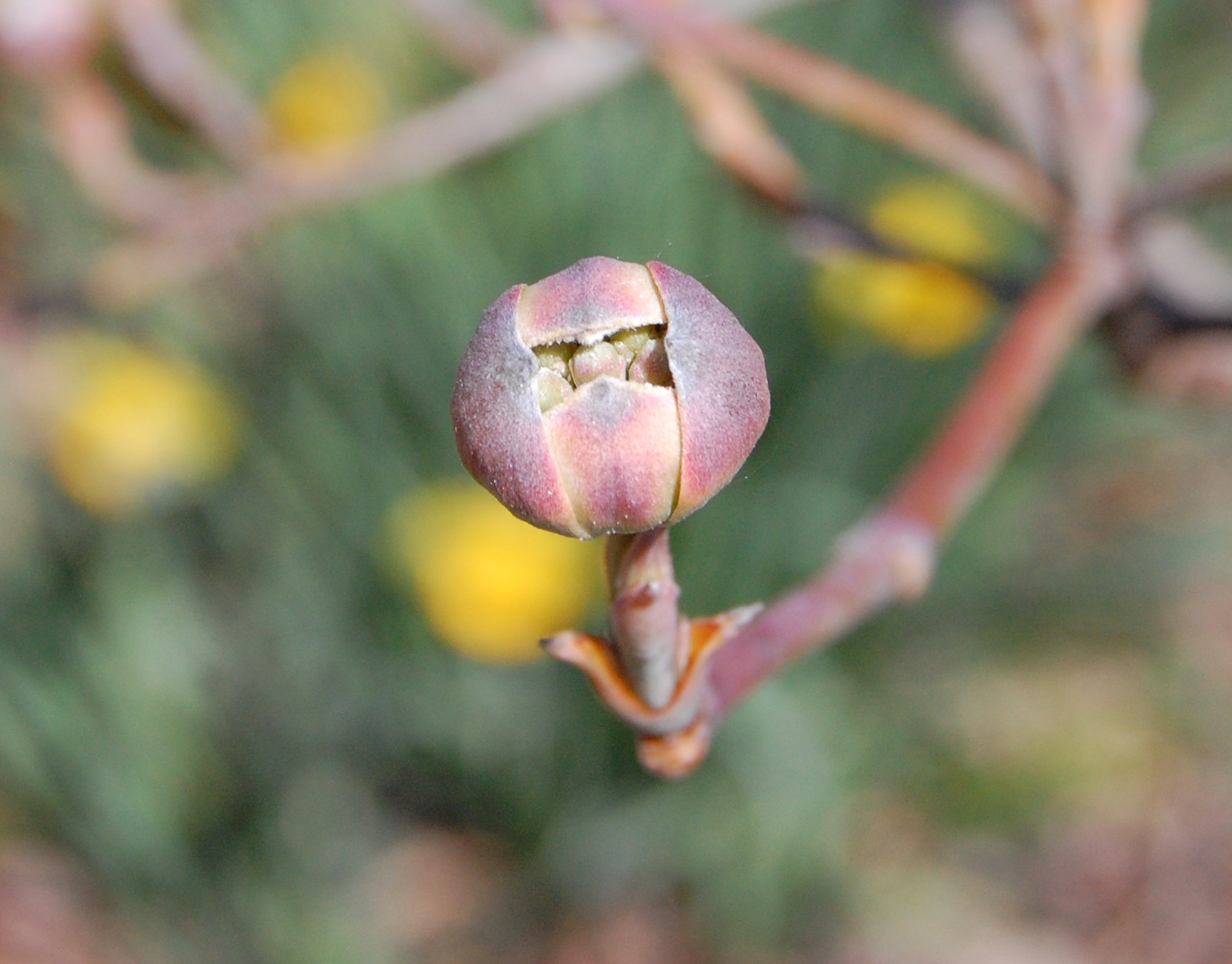
Voorjaarsknoppen

Kornoelje (Cornus) is een geslacht van 58 soorten struiken en bomen uit de kornoeljefamilie (Cornaceae). De soorten kunnen over het algemeen worden onderscheiden door hun bloemen, bessen en kenmerkende schors. De meeste zijn bladverliezend; enkele zijn groenblijvend. Hiernaast zijn een paar soorten bijna kruidachtige, meerjarige, vaste planten. Verschillende soorten hebben kleine schermen van onopvallende bloemen omgeven door grote, typisch witte bloembladachtige schutbladen. Anderen hebben meer open schermen met bloemen met bloembladeren.
De verschillende soorten kornoelje zijn inheems in een groot deel van gematigd en boreaal Eurazië en Noord-Amerika, waarbij China, Japan en het zuidoosten van de Verenigde Staten bijzonder rijk aan inheemse soorten zijn. Het geslacht omvat onder andere de in de Benelux inheemse rode kornoelje (Cornus sanguinea), de rijkbloeiende Cornus florida uit oostelijk Noord-Amerika, Cornus nuttallii uit westelijk Noord-Amerika, Cornus kousa uit Oost-Azië, en twee laagblijvende dwergkornoeljes Cornus canadensis en de Zweedse kornoelje respectievelijk uit noordelijk Noord-Amerika en noordelijk Eurazië.
Afhankelijk van de botanische interpretatie, worden kornoeljes op verschillende manieren onderverdeeld in één tot negen ondergeslachten.

## Beschrijving
Kornoeljes hebben eenvoudige, ongetande bladeren met nerven die duidelijk gebogen zijn als ze de bladranden naderen. De meeste soorten kornoelje hebben tegenoverliggende bladeren, een paar, zoals Cornus alternifolia en Cornus controversa hebben hun bladeren afwisselend. De bloemen van de kornoelje bestaan uit vier delen. Bij veel soorten staan de bloemen in open (maar vaak dichte) schermen. Bij verschillende andere soorten (zoals Cornus florida) staan de bloemen zelf dicht bij elkaar, zonder duidelijke bloembladeren, maar zijn zij omringd door vier tot zes grote witte bloembladachtige schutbladeren.
De vruchten van alle kornoeljesoorten zijn steenvruchten met een of twee vaak felgekleurde zaden. De vruchten van soorten in de onderklasse Cornus zijn eetbaar. Velen zijn zonder veel smaak. Cornus kousa en gele kornoelje worden commercieel verkocht als eetbare fruitbomen. De vruchten van Cornus kousa hebben een zoete, tropische puddingachtige smaak. De vruchten van de gele kornoelje zijn zowel zuur als zoet wanneer ze volledig rijp zijn. In Oost-Europa worden ze al eeuwenlang gegeten, zowel als voedsel als medicijn tegen verkoudheid en griep. Ze bevatten veel vitamine C. Daarentegen zijn de vruchten van soorten in het ondergeslacht Kranopsis licht giftig voor mensen, hoewel ze gemakkelijk worden opgegeten door vogels.

## Ecologie
De planten in het geslacht Cornus zijn voedselplant voor Celastrina argiolus mauretanica, Celastrina ladon, Coleophora ahenella, Coleophora salicivorella (waargenomen op Cornus canadensis), Coleophora albiantennaella, Coleophora cornella, Coleophora cornivorella, Ectropis crepuscularia, Euplexia lucipara, Hyalophora cecropia, Pavonia pavonia, Udea fulvalis, Antispila metallella, Antispila treitschkiella, Incurvaria pectinea, Carpatolechia decorella en Ancylis apicella. Hiernaast zijn de vruchten een voedselbron voor verschillende soorten vogels.

## Gebruik
Kornoeljes worden in tuinen, landschappen en in de tuinbouw aangeplant. De gele kornoelje (Cornus mas) wordt algemeen gekweekt in Zuidoost-Europa vanwege zijn opzichtige, eetbare bessen, die de kleur hebben van een bruinrode edelsteen. De "kersen" hebben elk één zaadje en worden gebruikt in siropen en conserven.
Het dichte en fijnkorrelige kornoeljehout van de soorten met grotere stammen wordt zeer gewaardeerd voor het maken van weefgetouwen, gereedschapshandvatten, rolschaatsen en andere kleine voorwerpen die een zeer hard en sterk hout vereisen.

## Classificatie
De volgende classificatie erkent een enkel, alomvattend geslacht Cornus, met vier subgroepen en tien ondergeslachten. Deze indeling is mede gebaseerd op moleculaire fylogenie.

### Kornoeljes met blauw tot witte bessen
Bloemschermen met kleine schutbladeren, (sub)bolvorminge vruchten wit, blauw of zwart
- Ondergeslacht Yinquania. bladeren (semi) tegenovergesteld; herfst bloeiend.
  - Cornus oblonga. Oost Azië van Pakistan door de Himalaya en China .[9]
  - Cornus peruviana. Costa Rica en Venezuela tot Bolivia.[10][11]
- Subgenus Kraniopsis. Bladeren tegenovergesteld; zomer bloeiend.
  - Cornus alba. (witte kornoelje). Siberië en Noord-China.
  - Cornus amomum. Oosten van de Verenigde Staten en zuidoosten van Canada.
  - Cornus asperifolia. Zuidoost Verenigde Staten.
  - Cornus austrosinensis. Oost-Azië.
  - Cornus bretschneideri. Noord-China.
  - Cornus coreana. Noordoost-Azië.
  - Cornus drummondii. Verenigde Staten.
  - Cornus excelsa. Midden Amerika (Mexico tot Honduras).
  - Cornus foemina. Zuid-Zuidoost Verenigde Staten.
  - Cornus glabrata. Noordwest-Amerika.
  - Cornus hemsleyi. Zuidwest-China.
  - Cornus koehneana. Zuidwest-China.
  - Cornus macrophylla. Oost-Azië.
  - Cornus obliqua. Noordoosten van de Verenigde Staten.
  - Cornus paucinervis. China.
  - Cornus racemosa. Uiterste zuidoosten van Canada en noordoosten van de Verenigde Staten.
  - Cornus rugosa. Zuidoost-Canada en uiterste noordoosten van de Verenigde Staten
  - Cornus sanguinea (rode kornoelje). Europa.
  - Cornus sericea. (Canadese kornoelje) Noordelijk Noord-Amerika.
  - Cornus walteri. Centraal-China.
  - Cornus wilsoniana. Centraal-China.
  - Cornus × arnoldiana. (kruising van C. obliqua × C. racemosa). Oostelijk Noord-America.
- Subgenus Mesomora. Bladeren tegenovergesteld; zomer bloeiend.
  - Cornus alternifolia. Noordoost-Amerika tot uiterste zuidoosten van Canada.
  - Cornus controversa. Oost-Azië.

### Kers-kornoeljes
Schermvormige bloemen met beperkte schutbladeren, langwerpige rode vruchten:
- Subgenus Afrocrania. planten tweehuizig, vier schutbladeren.
  - Cornus volkensii. Afromontane zone Oost Afrika.
- Subgenus Cornus. planten tweeslachtig 4 of 6 schutbladeren
  - Cornus eydeana. Yunnan in China
  - Cornus mas. (Gele Kornoelje). Europa Middellandse Zeegebied.
  - Cornus officinalis. Japan.
  - Cornus sessilis. Californië.
- Subgenus Sinocornus. Planten tweeslachtig, 4 of 6 schutbladen.
  - Cornus chinensis. China.

### Kornoeljes met grote schutbladeren
- Subgenus Discocrania. 4 schutbladeren van gemiddelde grootte,niet bloembladvormig, langwerpige rode vruchten
  - Cornus disciflora. Mexico en centraal Verenigde Staten
- Subgenus Cynoxylon. 4 of 6 schutbladeren, groot en bloembladvormig, rode langwerpige vruchten.
  - Cornus florida. Verenigde Staten.
  - Cornus nuttallii. Noordwest-Amerika van Brits-Columbia tot Californië.
- Subgenus Syncarpea. 4 schutbladeren groot en bloembladvorming, rode vruchten, versmolten tot een samengestelde bes met meerdere pitten.
  - Cornus capitata. Himalaya.
  - Cornus hongkongensis. Zuidelijk China, Laos, Vietnam..
  - Cornus kousa. Japan en Centraal- en Noord-China.
  - Cornus multinervosa. China (provincies Yunnan en Sichuan)

### Dwergkornoeljes
Kleine bloemschermen; vier schutbladen, bloembladvorming; rode bolvormige vruchten. Kruidachtige wortelstok:
- Subgenus Arctocrania.
  - Cornus canadensis. Noordelijk Noord-Amerika.
  - Cornus suecica. (Zweedse kornoelje). Noord-Eurazië, lokaal in uiterste noordoosten en noordwesten van Noord-Amerika.
  - Cornus × unalaschkensis. (hybride C. canadensis × C. suecica). Aleoeten, Groenland, Labrador en Newfoundland.